# Élisa Perrigueur
Élisa Perrigueur est une journaliste et illustratrice française.

## Biographie
Élisa Perrigueur est journaliste indépendante. Elle s'intéresse aux questions migratoires et aux mouvements sociaux. Elle publie dans Le Monde, Le Monde diplomatique, La Tribune de Genève. Entre 2012 et 2016, elle est correspondante à Athènes. En 2017, elle est lauréate du Prix Louise Weiss du journalisme européen, pour son reportage Passage des mers. Son enquête sur les frontières de l'Europe, parue dans Mediapart, se concentre sur les frontières ente la France et la Grande-Bretagne, la Libye et l'Italie, la Turquie et la Grèce. En 2019, elle retourne à Athènes.
Depuis 2015, elle peint et illustre ses reportages de ses aquarelles et acryliques.

## Expositions personnelles
- Migrations, les escales du vide, Lyon, 2017[5]
- La Grèce des minorités, Douarnenez, 2021[3]

## Prix
- Prix Louise Weiss , Contre les migrants, un mur fend la campagne bulgare, 2015
- Prix Louise Weiss, Passages des mers, 2017
- Migration Media Award, Hassan et moi, 2017